# Nowawes

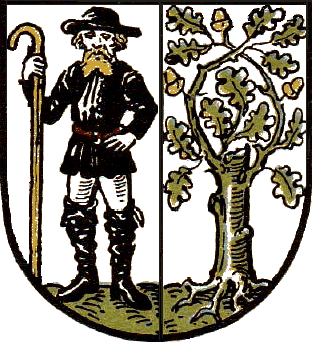
Wapenschild Nowawes

Nowawes was de naam van een stad in het oosten van Potsdam op het grondgebied van het huidige stadsdeel Nowawes. Het dorp werd gesticht door Frederik II van Pruisen als kolonie om evangelische wevers en spinners te huisvesten die vervolgd werden uit Bohemen. De koning wilde een zijdeweverij en er werden veel moerbeibomen geplant in het dorp.
De bouw van de kolonie startte in 1751. Aanvankelijk heette de nederzetting Etablissement bei Potsdam en later Böhmisch Neuendorf. Het dorpje lag langs het reeds bestaande ringdorp Neuendorf. De latere benaming Nowawes is een verbastering van het Tsjechische Nová Ves wat nieuw dorp betekent. Na de afloop van de bouw was Nowawes 72 hectaren groot en telde ze 420 families. In 1767 woonden er zo'n 1.000 kolonisten. In 1864 woonden er zo'n 4.400 mensen, in 1900 al bijna 11.000.  In het midden van de negentiende eeuw ontstonden de eerste textielfabrieken. In 1917 streek in een lege fabriekshal de filmstudio van Universum Film AG neer. Nowawes werd een filmstad en het huidige Babelsberg is dat nog steeds.
In 1904 werden de tot dan toe zelfstandige dorpen Neuendorf en Nowawes verenigd tot één gemeente. In 1924 kreeg Nowawes stadsrechten en in 1938 werd de stad verenigd met Neubabelsberg tot de stad Babelsberg. De oude naam Nowawes kwam in onbruik vanwege de Slavische oorsprong van de naam die door de NSDAP niet geapprecieerd werd.
Lange tijd was de straat Alt Nowawes het enige wat nog herinnerde aan het oude weversdorp. In 2006 werd echter voetbalclub SV Concordia Nowawes opgericht ter herinnering van de oude arbeidersclub Concordia Nowawes die bestond van 1906 tot 1933. De huidige profvoetbalclub SV Babelsberg 03 werd opgericht als SC 03 Nowawes.  

## Geboren in Nowawes
- Egon Eiermann (1904–1970), architect
- Werner Eplinius (1907–1957), scenarioschrijver
- Peter Weiss (1916–1982), schrijver, schilder en graficus
- Hans Richter (1919–2008), toneelspeler
- Heiner Rank (*1931), schrijver
- Volker Emmerich (*1938), jurist